# Morane-Saulnier MS.230
O Morane-Saulnier MS.230 foi o principal treinador básico para o "Armée de l'Air" francesa ao longo da década de 1930. 
Quase todos os pilotos franceses que voavam para o "Armée de l'Air" no início da Segunda Guerra Mundial tiveram seu primeiro treinamento de voo nesta máquina. Era o equivalente do treinador Stearman no "United States Army Air Service" e do de Havilland Tiger Moth na "Royal Air Force" Britânica.

## Projeto e desenvolvimento
O MS.230 foi projetado para atender aos requisitos do Ministério da Aeronáutica francês. O MS.230 era um monoplano de asa parasol de armação tubular metálica com cobertura de tecido por toda a extensão, exceto a área dianteira da fuselagem, que era revestida de metal. O instrutor e o aluno ocupavam dois cockpits em tandem. Tinha um trem de pouso fixo e largo que o tornava muito estável na decolagem e pouso. Como um monoplano, o MS.230 era diferente de outros treinadores da época, que eram principalmente biplanos.
Ele voou pela primeira vez em fevereiro de 1929 e provou ser uma máquina excelente e estável, muito fácil de voar. Serviu em escolas de voo militares em toda a França e foi exportado para as forças aéreas de vários outros países. Também se tornou uma aeronave popular para a aviação esportiva. Um exemplo ganhou a "Coupe Michelin Internationale" em 1929.

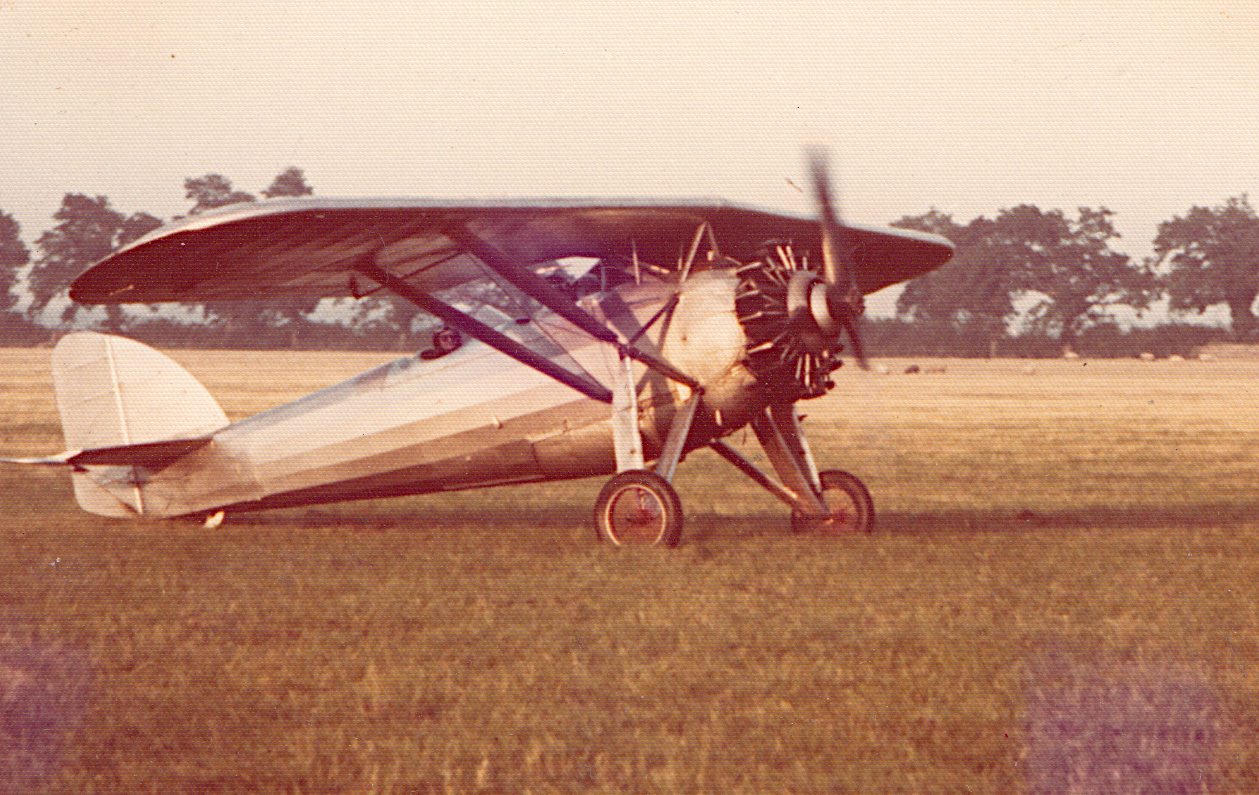
O Morane MS-230 "Stachel" de Lynn Garrison em Weston, Irlanda em 1970.

Exemplares do MS.230 sobreviveram por muitos anos após a guerra e se tornaram treinadores civis e aeronaves civis de aeroclubes. Um foi usado em 1967 para atuar como base de câmera para filmagens ar-ar de "Darling Lili" no "Baldonnel Aerodrome", na Irlanda. Exemplares são preservados em exposição em museus na Bélgica, República Tcheca, França, Espanha e Estados Unidos.

## Na cultura popular
Um MS.230 foi usado no final do filme "The Blue Max" como o "novo monoplano" no qual o tenente Stachel é morto durante um voo de teste.

## Variantes

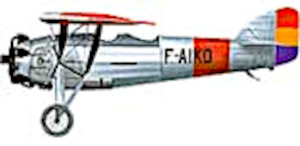
Ilustração de um MS.230
da Força Aérea da República Espanhola.

Fonte: Donald, 1997
MS.229
Motor V8 Hispano-Suiza 8a, para a Força Aérea Suíça; dois construídos, um convertido para o motor radial Hispano-Suiza 9Qa em 1932.
MS.230
mais de 1.100 construídos; 20 comprados pela Romênia e 25 pela Grécia em 1931, Brasil e Bélgica compraram 9 cada um; foi o principal treinador do "Armee de l'Air" durante anos; operado por vários proprietários privados incluindo Lynn Garrison e Louis Dolfus; alguns usados para testes com slats e esquis do Handley Page; um equipado com o motor radial Lorraine 9Nb Algol Junior.
MS.231
seis construídos com o motor Lorraine 7Mb com 240 hp (179 kW) em 1930.
MS.232
versão experimental com motor a diesel Clerget 9Ca com 200 hp (149 kW) em 1930.
MS.233
equipado com motor Gnome-Rhône 5Ba ou Gnome-Rhône 5Bc de 230 hp (172 kW), seis construídos na França e dezesseis em Portugal sob licença.
MS.234
equipado com motor Hispano-Suiza 9Qa de 250 hp (186 kW), dois construídos, um para o embaixador dos EUA em Paris.
MS.234/2
convertido do avião de corrida MS.130 Coupe Michelin com motor Hispano 9Qb de 230 hp (172 kW) e nacele NACA, participou em 1931 da corrida aérea "Coupe Michelin Internationale", com um motor Hispano-Suiza 9Qa de 250 hp (86 kW). Equipado com um motor Hispano-Suiza 9Qa como MS.234 #2, voou na competição acrobática pilotado por Michael Detroyat até 1938.
MS.235
com motor Gnome-Rhône 7Kb de 300 hp (224 kW), um construído em 1930.
MS.235H
versão com dois flutuadores, primeiro voo em 1931.
MS.236
equipado com motor Armstrong Siddeley Lynx IVC de 215 hp (160 kW), 19 construídos sob licença pela SABCA para a Componente Aérea do Exército Belga, primeiro voo em julho de 1932.
MS.237
equipado com um motor Salmson 9Aba de 280 hp (209 kW), cinco construídos para usuários privados, introduzido em 1934.

## Operadores
Bélgica
- Componente Aérea do Exército Belga

 Brasil
- Força Aérea Brasileira

 Checoslováquia

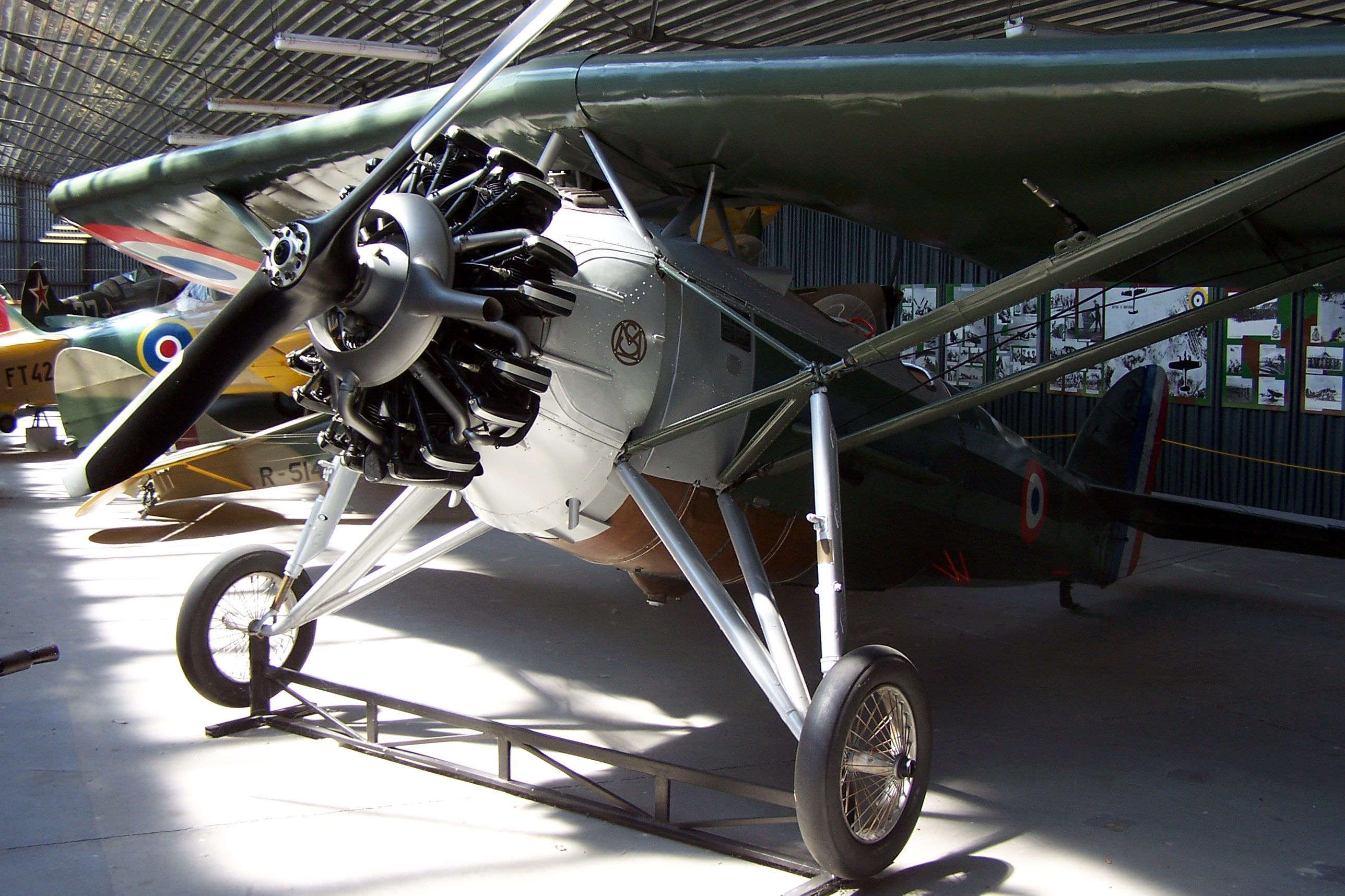
Um MS.230 no museu Praha-Kbely.

- Força Aérea Checoslovaca (como C23)

 França
- Exército do Ar e do Espaço
- Marinha Nacional Francesa

 Alemanha
- Luftwaffe (pouca quantidade)[14]

 Grécia
- Força Aérea Grega

 Portugal
- Força Aérea Portuguesa

 Roménia
- Força Aérea Real Romena

 Espanha
- Força Aérea da República Espanhola

  Suíça
- Força Aérea Suíça

 Estados Unidos
- Corpo Aéreo do Exército dos Estados Unidos

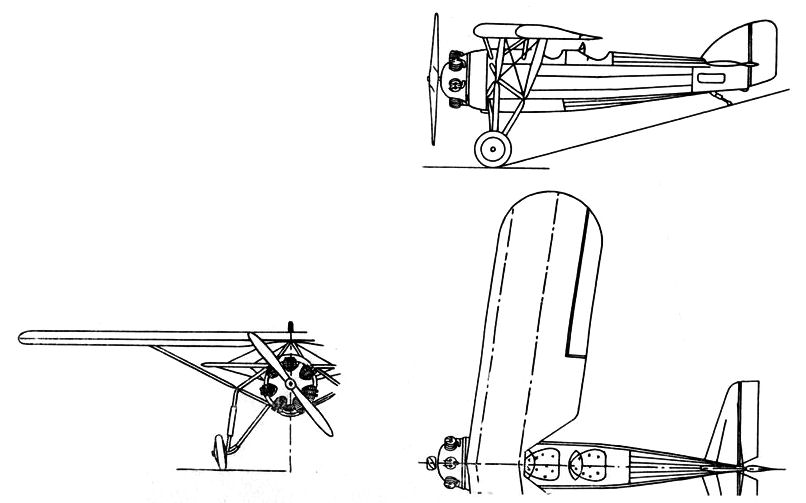
Ilustração em três vistas do Morane Saulnier MS.230
no L'Aerophile Salon de 1932.

 Venezuela
- Força Aérea Venezuelana

## Especificações (MS.230)
Dados de: Jane's All the World's Aircraft 1937, Jane's Vintage Aircraft Recognition Guide
Descrições gerais
- Tripulação: 1 piloto
- Capacidade: 1 aluno
- Comprimento: 6,94 m (23 ft)
- Envergadura: 10,7 m (35 ft)
- Altura: 2,73 m (9,0 ft)
- Área alar: 19,7 m² (212 ft²)
- Peso vazio: 834 kg (1 840 lb)
- Peso bruto (carregado): 1,208 kg (2,66 lb)
- Capacidade de combustível: 220 l (58,1 US-gal)

Motorização
- Número de motores: 1x
- Tipo do motor: Salmson 9AB radial de 9 cilindros a pistão refrigerado a ar.
- Potência por motor: 230 hp (172 kW)
- Descrição do propulsor/hélice: Hélice de madeira de passo fixo de 2 pás

Performance
- Velocidade máxima: 207 km/h (129 mph)
- Alcance: 579 km (360 mi)
- Razão de subida: 2.0 m/s
- Tecto de serviço: 5 000 m (16 400 ft)
- Carga alar: 61.3 kg/m²